# Evil and flowers
『evil and flowers』（イーヴィル・アンド・フラワーズ）は、日本の歌手BONNIE PINKの3枚目のアルバムである。1998年4月17日発売。（再発売のHQCD盤、LP盤は2016年9月7日、再発売LP盤は2022年11月3日。）発売元はポニーキャニオン。CDコードはPCCA-01190。（HQCD盤PCCA-50252、LP盤PCJA-00062、再販LP盤PCJA-00108）

## 概要
- アルバム『Heaven's Kitchen』より11ヶ月ぶりのオリジナル・アルバム。前作に続き、スウェーデンにてトーレ・ヨハンソンをプロデューサーに迎え製作された。初回限定盤はデジパック仕様。
- 本アルバムの発売にあたって、「Forget Me Not」が先行シングルとしてリリースされた。
- 2016年にデビュー20周年を記念してリマスターされ、再発売された。

## 収録曲
- 全曲、作詞・作曲：Bonnie Pink、編曲：Tore Johansson
- ストリング・アレンジ：Tore Johansson（M‐5.,M‐13.）

1. Evil And Flowers （piano version） （2:27）
この曲のミュージック・ビデオが製作されている。DVD『B.P.V. VOL.1 (1995-1998)』に収録。
2. Forget Me Not （4:07）
6thシングル。先行発売されていたシングル曲のオープニング部分にアレンジが加えられている。
3. Your Butterfly （3:04）
シングル「金魚」収録。
4. Hickey Hickey （2:51）
5. He （3:28）
6. Eve's Apple （3:55）
7. 金魚 （5:07）
7thシングル。
8. Meddler （3:30）
9. Masquerade （2:29）
10. Quiet Life （3:42）
11. Only For Him （5:31）
12. Fallen Sun （2:56）
シングル「金魚」収録曲の原曲。
13. Evil And Flowers （2:39）